# وینر ورکشتاته
وینر ورکشتاته (انگلیسی: Wiener Werkstätte) شرکت کالای لوکس اتریشی است، که در سال ۱۹۰۳ توسط یوزف هفمان و کولمان موزا تأسیس شد.